# David Trimble
William David Trimble, Baron Trimble, född 15 oktober 1944 i Belfast (men uppvuxen i Bangor, County Down), död 25 juli 2022 i Belfast, var en nordirländsk politiker och jurist. Som politiker företrädde han de protestantiska unionisterna på Nordirland, bl.a som partiledare för UUP 1995–2005. Han var Nordirlands försteminister 1998–2002, efter att starkt ha bidragit till att förhandla fram det s.k Långfredagsavtalet 1998, en insats han (tillsammans med John Hume) erhöll Nobels fredspris för samma år.

## Biografi
David Trimble började att engagera sig politiskt under tidigt 1970-tal, då han blev medlem i Vanguard Unionist Progressive Party (VUPP). Han invaldes i Nordirlands författningskonvent 1975 för valkretsen Belfast South. När VUPP splittrades i slutet av 1970-talet, blev Trimble medlem i det största unionistiska partiet Ulster Unionist Party (UUP). År 1990 invaldes han i brittiska underhuset för UUP för valkretsen Upper Bann. 
Den 8 september 1995 efterträdde David Trimble James Molyneaux som partiledare för UUP. Han uppfattades då som en företrädare för den mer hårdföra falangen inom partiet och troddes vara mindre kompromissvillig i de förhandlingar som då fördes om Nordirlands framtid. Trimble bidrog dock till att framförhandla långfredagsavtalet 1998 och fick sitt parti med sig på de kompromisser detta innebar, trots en stark intern opposition. För sina insatser belönades han 1998 med Nobels fredspris tillsammans med John Hume. 
David Trimble blev den 1 juli 1998 Nordirlands förste försteminister (first minister) i enlighet med den nya politiska ordning som nu etablerats i Nordirland. Han vägrade dock under lång tid att bilda den samlingsregering som långfredagsavtalet föreskrev, eftersom han och hans parti vägrade att ge ministerposter åt Sinn Féin så länge frågan om avväpning av Irländska republikanska armén (IRA) inte hade lösts. En regering kom dock till stånd i slutet av 1999 sedan en kompromiss framförhandlats. Trimble hotade dock med att avgå om vapenfrågan inte åtgärdades inom några månader. Eftersom det såg ut som frågan inte skulle lösas och Trimble därmed tänkte avgå, upplöste den dåvarande brittiske Nordirlandsministern Peter Mandelson de politiska organen i Nordirland den 11 februari 2000. 
Efter nya förhandlingar mellan bland andra UUP och Sinn Féin, som resulterade i att IRA tillät inspektioner av sina vapenlager, gick Trimble och hans parti med på att återbilda regeringen, vilket skedde den 30 maj 2000, då den brittiska regeringen återställde Nordirlands självstyre. Trimble var dock tvungen till eftergifter för att blidka den hårdföra falangen inom UUP och införde därför vissa sanktioner mot de två ministrar i regeringen som tillhörde Sinn Féin. Eftersom Trimble ansåg att tillräckliga framsteg i avväpningsfrågan inte gjorts valde han den 1 juli 2001 att avgå som Nordirlands försteminister.
Den 6 november 2001 valdes Trimble på nytt till försteminister. I oktober 2002 avgick han igen; även denna gång på grund av vapenfrågan. Trimble förlorade sitt mandat i underhuset i valet 2005, då han besegrades av DUP:s kandidat David Simpson. Den 7 april 2005 tillkännagav han sin avgång som partiledare. Den 24 juni utsågs sir Reg Empey till Trimbles efterträdare.
I juni 2006 blev Trimble adlad som Baron Trimble och blev ledamot av överhuset. I april 2007 lämnade han UUP och blev medlem av Konservativa partiet.